# شنون پیترس
 شنون پیترس (انگلیسی: Shannon Peters؛ زاده ۸ مهٔ ۱۹۶۹) یک تنیس‌باز اهل استرالیا است.